# Andreas von Klewitz
Andreas von Klewitz (eigentlich Klaus-Andreas von Klewitz; * 9. April 1960 in Wiesbaden) ist ein deutscher Schriftsteller, Filmautor und Publizist.

## Familie
Andreas von Klewitz ist der Sohn des Diplomaten Wilhelm von Klewitz und dessen Frau Hertha, geb. Niemöller, einer Tochter Martin Niemöllers. Jan und Anti von Klewitz sind seine Geschwister. Er ist verheiratet und lebt in Berlin.

## Werdegang
Klewitz wuchs in Jugoslawien, Dänemark und Berlin auf. Nach dem Studium der Slawistik und Osteuropäischen/Südosteuropäischen Geschichte an der Freien Universität Berlin war er von 1993 bis 2001 Filmautor, Übersetzer und Herausgeber für die Chronos-Film GmbH in Kleinmachnow (Bengt von zur Mühlen). In diesem Zeitraum entstanden Dokumentationen zur Geschichte des Zweiten Weltkriegs, zu alliierten Kriegsverbrecherprozessen, zur Geschichte des Widerstandes und zum Holocaust. 1995 erstellte er seinen ersten Dokumentarfilm Der 20. Juli 1944 in Paris über den Putsch der deutschen Militärverwaltung gegen das NS-Regime. Ihm folgten Arbeiten u. a. für den Archiv Verlag Braunschweig, WETA-Film Washington, rbb Fernsehen und Spiegel TV, schließlich die Herausgabe mehrerer Bücher zum Thema Widerstand, zu sowjetischen Kriegsverbrecherprozessen und den US-Nachfolgeprozessen 1946 bis 1949 gegen Angehörige der Wehrmacht und SS.
2004 veröffentlichte Klewitz seinen ersten Roman Das Lied des Polyphem. Bildnis eines Massenmörders im Berliner Parthas Verlag. Anhand realer Begebenheiten erzählt er den Werdegang des (fiktiven) Gesangschülers Harald Gerneweg, der, in gutbürgerlichen Verhältnissen aufgewachsen, mehr oder weniger zufällig zur SS kommt und sich zum Massenmörder entwickelt. Der Roman erschien vor Jonathan Littells Die Wohlgesinnten und fand aufgrund seiner ungewöhnlichen Perspektive, seines psychogrammatischen Charakters und der Dichte der Sprache positive Resonanz. 2004 folgte Der Erzchinese, ebenfalls bei Parthas Berlin, weitere Veröffentlichungen sind: Café Vaterland (Edition diá, Berlin 2013), Carl Chun, die Valdivia und die Entdeckung der Tiefsee (die Aufbereitung eines populärwissenschaftlichen Bestsellers über eine Tiefseeexpedition von 1900, erschienen im Parthas Verlag, Berlin 2013), Endstation Deutschland (Verlag am Park, Berlin 2015), Kegilé oder Die seltsame Reise des Kammerdieners Jeremias Grobschmied von Brandenburg nach Afrika (Edition diá, Berlin 2016) und Eisenhandschuhs letzte Reise. Leben und Sterben des Gouverneurs Jørgen Iversen Dyppel (Edition diá, Berlin 2017).
Klewitz war u. a. Gast auf der Frankfurter Buchmesse und dem Göttinger Literaturherbst und hielt Lesungen in den Goethe-Instituten in Minsk/Belarus und Almaty/Kasachstan. 2009 erhielt er ein Arbeitsstipendium des Hawthornden International Retreat for Writers, Schottland, 2010 wurde er von der Society for Curious Thought, London, als Stipendiat nominiert. Als Autor zeitgeschichtlicher und kultureller Beiträge ist er für verschiedene Zeitungen tätig. Außerdem schreibt er für unterschiedliche Schifffahrtsmagazine. Er ist Rechtsritter des Johanniterordens. Für diesen arbeitet er als Redakteur.

## Werke (Auszug)
- St. Franziskus, Kurzgeschichte in: dtv-Taxigeschichten, Deutscher Taschenbuch Verlag, München 2002.
- Das Lied des Polyphem. Bildnis eines Massenmörders. Roman. Parthas Verlag, Berlin 2004.
- Weihnachten in Minsk, Kurzgeschichte in: Alles Gute kommt von oben?. Deutscher Taschenbuch Verlag (dtv Galleria), München 2004; Online-Veröffentlichung auf der Homepage der Society for Curious Thought, London 2009.
- Der Erzchinese oder wie ein törichter schlesischer Landedelmann am preußischen Hofe ein großer Herr wurde. Roman. Parthas Verlag, Berlin 2005.
- Sie haben zur Zeit keine neuen Nachrichten; Man gönnt sich ja sonst nichts; Gastronomie Reitfüßl im Himmeltal; Im Stadion, Kurzgeschichten für Akazienblatt, Akazien Verlag, Berlin 2008.
- Chesters Traum oder der Statthalter von Wolkenstein, Online-Veröffentlichung des MVB/Börsenblattes des deutschen Buchhandels. Frankfurt am Main 2008.
- Dahlemer Erinnerungen. In: war jewesen – West-Berlin 1961–1989, herausgegeben von Gabriela Wachter und Detlev Holland-Moritz, Parthas Verlag, Berlin 2009.
- Malutki – Eine ländliche Erzählung in acht Aufzügen zu Bildern von Lilla von Puttkamer. Selbstverlag, Berlin 2012; Neuauflage (Epubli) 2017.
- Café Vaterland. Roman zweier Brüder. E-Book Edition diá, Berlin 2013.
- Carl Chun, die Valdivia und die Entdeckung der Tiefsee, literarische Bearbeitung des Berichts der ersten deutschen Tiefseeexpedition 1898/99. Parthas Verlag, Berlin 2013. ISBN 978-3-86964-071-6.
- Endstation Deutschland. Roman. Verlag am Park, Berlin, 2015. ISBN 978-3-945187-27-2.
- Küss mich, wenn die Welt untergeht. Die merkwürdigen Erlebnisse des Kommissars Ivar Gullemose in der Endzeit. Roman. Epubli, 2016. ISBN 978-3-7418-1804-2.
- Kegilé oder Die seltsame Reise des Kammerdieners Jeremias Grobschmied von Brandenburg nach Afrika. Roman. Edition diá, Berlin 2016. ISBN 978-3-86034-549-8.
- Eisenhandschuhs letzte Reise. Leben und Sterben des Gouverneurs Jørgen Iversen Dyppel. Roman. Edition diá, Berlin 2017. ISBN 978-3-86034-550-4.

## Weitere Veröffentlichungen
- Der 20. Juli 1944 in Paris (Hrsg. mit Bengt von zur Mühlen und Frank Bauer). Chronos Film GmbH, Kleinmachnow 1995.
- Die 12 Nürnberger Nachfolgeprozesse 1946–1949 (Hrsg. mit Bengt von zur Mühlen). Chronos Film GmbH, 1999.
- Die Angeklagten des 20. Juli vor dem Volksgerichtshof (Hrsg. mit Bengt von zur Mühlen). Chronos Film GmbH, 2000.
- Schlösser und Herrenhäuser im niederschlesischen Kreis Strehlen/Strzelin. Ein gefährdetes europäisches Kulturerbe. C.A. Starke Verlag, Limburg 2002.
- „Als vor Zeiten...“ Eine Dokumentation über den kurbrandenburgisch-preußischen Oberhofprediger und Bischof Benjamin Ursinus von Bär. Zenkert Verlag, Mahlow 2011.
- Johann Christoph Beckmann, Anmerckungen zum Ritterlichen Johanniterorden... (Reprint). Finckenstein & Salmuth, 2012.
- The Bailiwick of Brandenburg of the Knightly Order of Saint John of the Hospital of „Jerusalem“. The Protestant Branch of the Knights. In: The Orders of St. John and their ties with Polish territories (hrsg. von Przemyslaw Deles und Przemyslaw Mrozowski). Museum Königsschloss Warschau/The Royal Castle in Warsaw-Museum, Arx Regia, Warschau 2014, S. 251–276.
- Wolfgang von Gronau, Der „fliegende Prinz von Homburg“. In: Schiff Classic, Magazin für Schifffahrts- und Marinegeschichte e.V. der DGSM, Ausgabe: 7/2019, S. 38–41.